# 韜光養晦
韜光養晦（とうこうようかい）とは、中華人民共和国の国際社会に対する態度を示す言葉であり、一般には鄧小平の演説が根拠となっているとされる言葉である。

## 意味
「韜光養晦」という言葉は、中国語の中ではありふれた単語ではなく、中国の対外政策を形容するために用いられる以前は、多くの人に聞き慣れないものだった。辞書の中には「韜光」の本来の意味は名声や才覚を覆い隠すこと、「養晦」の本来の意味は隠居すること、二つを併せた「韜晦」も記されているが、一般には、爪を隠し、才能を覆い隠し、時期を待つ戦術を形容するために用いられてきた。

## 1989年前後の中国をめぐる内外情勢
まず、1989年前後の鄧小平の外交路線について見て行く。鄧小平は、改革開放政策を推進し、経済建設を最優先するため、国際共産主義運動の推進と階級闘争を中心とするそれまでの外交政策を転換し、平和的な国際環境の確保を対外政策の基本方針とした。特に1982年からは、全方位外交を打ち出し、時に対立と緊張の当事者となりつつも、概ね各国との平和共存を基調とした外交を展開した。ただし鄧の指導した外交政策から、それ以前の毛沢東時代の外交上の原則が完全に排除されたわけではない。帝国主義列強の侵略を受けて半植民地化された記憶が消え去ってはおらず、香港返還や台湾統一あるいはチベット族やウイグル族の民族運動などについて譲るところはなかった。すなわち鄧は、経済建設のための宥和外交と、主権保全のための強硬外交という、時に矛盾し、対立する二大方針のバランスを保持していた。全方位外交は、中国の経済建設にとって大きな役割を果たした。さらには1989年半ばまでに対ソ、対印関係も含め、全般的に良好な対外関係を展開するようになり、それを基礎として経済交流も順調に発展した。しかし、順風満帆に見えた中国外交は、天安門事件の勃発によって最大の危機を迎えた。このとき鄧は、継続しつつあった西側からの制裁や、今後起きるかもしれない攻撃への対応について後継者たちに指示を与えた。「冷静観察、穏住陣脚、沈着応付」（最初に物事を冷静に観察すること。第二に足場をかためること。第三に沈着に対応すること。）と指示した。さらに追い打ちをかけるように、ソ連・東欧の脱社会主義化が一気に加速する。中国は、西側諸国からの非難と制裁の的となると同時に東側陣営の崩壊に直面するという孤立状態に陥った。1991年には、遂にソ連が解体し、ソビエト共産党が解散するに至った。アメリカも人権、武器輸出、貿易、台湾との関係において厳しい対中政策をとり、鄧の宥和外交に大きな困難をもたらした。これら内外の危機に直面して、中国国内では計画経済論者と左派イデオローグが再び勢いを取り戻した。改革開放政策への批判が再燃し、党の中核である政治局常務委員会において、市場経済化という改革の方針に強い疑義が示された。天安門事件からソ連崩壊という困難な時期を通じて、鄧はしばしば「冷静観察、穏住陣脚、沈着応付、有所作為（冷静に観察し、足場を固め、落ち着いて対処し、できることをやれ」」という決まり文句を繰り返した。鄧はアメリカからの様々な圧力に対しても、時に強い反応を示しながら、米中は互いに「信頼を強め、面倒を減らし、協力を発展させ、対抗は行わない」という基本姿勢を崩さなかった。前田後掲書は、この宥和政策を「韜光養晦」政策と捉える。

## 江沢民と胡錦濤政権下の中国外交
中国国外の研究者の多くは、本稿で論ずる「韜光養晦」との鄧小平の有名な格言であるとする。しかし、鄧が実際にそれを口にしたという証拠はない。これらの演説にも、『鄧小平文撰』にも該当箇所は見当たらない。鄧が実際に格言のこの部分を使ったと思われるのは、1992年の名高い「南方視察講話」中で、「目立たないようにしながら（韜光養晦）何年か一生懸命に働けば、国際社会でもっと影響力をもてるようになるだろう。そうして初めて、国際社会で大国になれる」と話している。一般的には鄧小平の言葉とされるこの「韜光養晦」との表現を最初に使ったのは、鄧小平の後任の江沢民党総書記であった。中華人民共和国では、5年に1度世界から大使を集め、駐外使節会議が開かれ、外交の基本方針が示されるが、1999年に開かれた第9回駐外使節会議の場で、江沢民は「冷静観察、穏住陣脚、沈着応対、韜光養晦、有所作為」（冷静に観察し、しっかりと足場を固め、沈着に対処し、能力を隠して力を蓄え、力に応じ少しばかりのことをする）を中国外交の基本方針とした。諸外国においては、「韜光養晦」は「中国が密かに国力を充実させるための青写真」とも受けとられることもあったが、鄧小平や江沢民はむしろ一連の表現で、「国際社会で目立つな」という一大戦略を呼び掛けていたのである。しかし、続く胡錦濤政権下にあって、中国外交に変化がみられるようになった。胡は、総書記就任当初は、協調的な外交方針を掲げており、2004年の第10回駐外使節会議において「平和安定の国際環境、善隣友好の周辺環境、平等互恵の協力環境、友好善意の世論環境」の「四環境」を整備するように呼びかけた。しかし、後に中国の大国化に伴い台頭する対外強硬論に抗しきれなくなった。2009年の第11回駐外使節会議においては、「政治の影響力、経済の競争力、親しいイメージを呼び起こす力、道義による感化力」の「四つの力」を強めるよう呼びかけるようになった。さらに胡は、「韜光養晦、有所作為」という抑制的な外交方針を、「堅持韜光養晦、積極有所作為」（能力を隠して力を蓄えることを堅持するが、より積極的に少しばかりのことをする」と修正した。

## 「韜光養晦」に対する中国国内での受け止め方
「韜光養晦」の言葉を鄧小平が実際に使ったか否か、使ったとしたらいつどこで使ったかと言う議論はともかく、鄧のこのような外交姿勢が「韜光養晦」政策として中国国内で認識されるようになったのは、1990年代半ば以降のことである。そして、本「「韜光養晦」というフレーズは、現在中国国内で激しい議論を巻き起こしている。中国は国際舞台で「具体的にどう目立たないようにしながら、何をどうすべきなのか」を、中国の国内研究者や政府関係者は悩み続けてきた。中国人民大学（北京）の金燦栄教授は「戦略レベルでは誰もが、『韜光養晦』の考えにこのまま従うべきだと納得しているのだが、戦術レベルではいろいろな意見がある。中国は後手に回りすぎだという人もいるし、中国はもっと先手を打つべきだと言う人もいる」という。だが中国には、鄧のこの格言を時代遅れで、中国の新しい国際的立場にそぐわないと批判する研究者もいる。中国はそろそろ堂々と振る舞い、もっと自己主張し、自国利益を守るべきだとする主張、すなわち、「更有作為」（もっといろいろやる）との主張である。逆に、中国は国際社会の厄介事に巻き込まれないようにするため、「無所作為」（何もしない）のがいいという学者も少数ながら存在する。中国の積極的な外交を主張する一人である清華大学の閻学通（イェンシュエトン）教授は、「中国は目立たないようにし続けるのではなく、偉大な責任ある大国としてもっと積極的な外交をすべきだ。『目立たないようにする』政策は、1990年代初めの国際環境や中国の国際的地位からすれば適切だった。しかし中国の国際的地位は現在根本的な変化を遂げた。『目立たないようにする』政策は、中国に害をもたらす」とすら主張する。
しかし、大多数の議論は中国の発展段階と限定的な力を思えば、「韜光養晦、有所作為」は中国外交にとって適切な指針だと同意している。2010年に蘭州で開かれた中国国際関係学会の年次総会では、中国本土から集まった参加者が「韜光養晦」パラダイムが今でも効果的かどうかを激しく議論した結果、今でも中国外交の指針としてふさわしいとの結論を下した。この大前提となる合意をもとに、参加者たちはそのほかにも9つの主要政策提言を打ち出した。
1. アメリカと対立するな
2. 国際システム全般に挑戦するな
3. 外交政策をイデオロギーで決めるな
4. 「反欧米陣営」のリーダーになるな
5. たとえ自分たちが正しくても、大多数の国と対立するな
6. 妥協や譲歩を学び、相互利益の駆け引きを覚えるように
7. 国家統一に関する中国の核心的利益について妥協するな
8. 何かを必要としている国際社会の場には公共財を提供するように
9. 重要な国際イベントを活用して中国の国際的イメージを変えよう

さらに、2015年になって「中国の対外政策は『韜光養晦』から『奮発有為（勇んで事をなす）』への大転換をした」とする見方もあらわれた。清華大学副教授の趙可金は、朝日新聞のインタビューにおいて、「中国の対外政策は、北京五輪やリーマン・ショックのあった2008年を境に大転換した」との認識を示した。これに続けて「南沙諸島での『争いは棚上げし、共同開発する』という立場は変わらないが、フィリピンやベトナムの一方的な開発に対応する余裕が出てきたことで、言うべきは言い、やるべきことはやるとの立場に替わった。周辺国からあなどられない大国としての外交の転換をした」と述べている。

## 「韜光養晦」路線のゆらぎの背景
日本の研究者の間では、「韜光養晦」路線のゆらぎあるいは変化の背景として、以下のような要因を挙げる見解が存在する。まず、新藤後掲書は、鄧小平の「韜光養晦」戦略以降の外交戦略と中国の官僚制政治モデルの力学との関係に着目すべきとする。すなわち、冷戦終結後、グローバル通商大国化の中で芽生え始めた中国政策決定コミュニティ内の海軍力拡大路線と海軍力限定路線との潜在的対立が、国際関係の動きと連動し合う力学が、「韜光養晦」戦略以降の外交戦略に関連し合っていたとする。2000年代中葉に、江沢民政権下、「和平崛起」論（平和的装いの下で大国として積極的外交を求める自己主張的な外交論）の台頭で揺り戻しを見せた。その揺り戻しが、2000年代後半以降、胡錦濤政権下で後退を余儀なくされ、平和的発展と協調外交を軸とした「調和（和諧）外交」路線へと、再度の軌道修正をはかった。中国外交の微妙な揺れの繰り返しである。その「ぶれ」がグローバル通商大国化への変貌と符合して、いま人民解放軍の軍官僚制利益を後ろ盾としながら、海軍力近代化とグローバル軍事外交戦略化の展開に乗り出している。その展開が今日、対外特に対日関係の展開と相関し合って、対外危機の勃発を期に排外的ナショナリズムの台頭を促している。また、清水後掲論文は、強硬路線は中国人民解放軍がリードしていると見ている。その代表例を2010年3月に起きた韓国海軍哨戒艦沈没事件を北朝鮮の魚雷攻撃と断定したアメリカと韓国が、事件現場の黄海で計画した合同軍事演習を中国軍が阻んだことにみる。当時、政府の態度表明に先立ち、軍人が中国メディアに盛んに登場し、「中国の玄関先に米空母が侵入するような軍事演習に反対する」という意見を広めた。これを受けインターネットには軍人の発言を支持する意見が広がった。こうした動きに対し、中国外交部高官は「軍が外交に口を出すべきでない」との憂慮をもった。しかし、それを公然と口に出すのはタブーであった。中国外交界の重鎮である呉建民は、軍人のメディアへの登場を戒める発言をしたが、逆にインターネットで「売国奴」と激しく攻撃された。中国革命を導いた毛沢東や鄧小平の時代と異なり、江沢民、胡錦濤という軍歴のない指導者が中央軍事委員会主席に就任してから、軍人をいかに統制し服従させるかは常に問題だった。中国革命の時代、紅軍は中国共産党に任命された政治委員と指令員がそれぞれ部隊の指揮権を持つ独特の文民統制を行ってきた。しかし建国後は、部隊を構成するメンバーは全て職業軍人となり、待遇や装備などで独自の利害を共有することになった。結局、江沢民や胡錦濤は20年以上連続で国防費を10パーセント以上増額させたり、将官の昇進を乱発したりするなど、軍の主張や要求に迎合することで最高指導者の地位を保つことに腐心してきた。このような国防費の増額や待遇、装備の充実を指導部に迫る軍隊に対し、指導部は文民統制の徹底を欠いたままで、さらにナショナリズムを高めた民衆の支持が相まって、中国の対外強硬論を助長しているとする。特に胡錦濤の後継者となった習近平は第17期政治局常務委員で唯一国防文官の経歴を有したために軍部を後ろ盾にしており、当初から「中華民族の偉大なる復興」を掲げてナショナリズムに訴え、「強軍」を中国共産党の規約に盛り込んでアメリカに次ぐ世界2位の規模の国防費を投じて軍備増強を推し進め、自ら設立した中央軍民融合発展委員会の主任も兼務して富国強兵の策としてアメリカの軍産複合体をモデルに軍需産業の育成を強化し、「韜光養晦」路線を覆したとも評された。